# Grzegorz Król (piłkarz)
Grzegorz Król (ur. 29 kwietnia 1978 we Wschowie) – były polski piłkarz występujący m.in. w Lechu Poznań, Lechii Gdańsk, GKS-ie Bełchatów i Starcie Otwock. W barwach Amiki Wronki trzykrotnie zdobył Puchar Polski (sezony: 1997/1998, 1998/1999 i 1999/2000) oraz dwukrotnie Superpuchar Polski (sezony: 1997/1998 i 1998/1999).